# Cornel Orza
Cornel Orza (* 9. Januar 1916 in den Vereinigten Staaten; † unbekannt) war ein rumänischer Fußballspieler. Er bestritt insgesamt 100 Spiele in der Divizia A. In den Jahren 1939 und 1940 gewann er mit Venus Bukarest die rumänische Meisterschaft.

## Karriere
Die Karriere von Orza begann im Jahr 1933, als er aus der Jugend von Mureșul Târgu Mureș in den Kader der ersten Mannschaft kam. Dort kam er zu seinen ersten Einsätzen in der Divizia A. Im Sommer 1934 wechselte er zu Universitatea Cluj. Für „U Cluj“ kam er schon im Pokalfinale des Vorjahres zum Einsatz, da dies erst im September 1934 ausgetragen worden war. Nachdem er in den ersten beiden Spielzeiten noch zum Stamm der Mannschaft gehört hatte, kam Orza in der Saison 1936/37 lediglich auf einen Einsatz. Er verließ der Klub zum Ligakonkurrenten CAO Oradea. Dort fand er zu alter Stärke zurück und konnte in 18 Spielen neun Tore erzielen. Anschließend verpflichtete der Spitzenklub Venus Bukarest ihn im Sommer 1938. Mit Venus konnte er die Meisterschaften 1939 sowie 1940 erringen und damit seine ersten beiden Titel gewinnen. Die beiden folgenden Spielzeiten kam er nicht mehr zum Zuge. Erst in den inoffiziellen Turnieren während des Zweiten Weltkrieges wurde er wieder berücksichtigt. Im Jahr 1944 beendete Orza seine Karriere.

## Nationalmannschaft
Orza bestritt sieben Spiele für die rumänische Nationalmannschaft. Er debütierte am 25. September 1938 im Freundschaftsspiel gegen Deutschland. Anschließend stand er weitere fünf Male in der Startaufstellung. Seinen letzten Einsatz hatte er am 14. Juli 1940 bei einer 3:9-Niederlage gegen die Deutschen.

## Erfolge
- Rumänischer Meister: 1939, 1940